# As Seen Through a Telescope
As Seen Through a Telescope ist ein britischer Kurzfilm von George Albert Smith aus dem Jahr 1900. Der Film wurde in Amerika im April des Jahres 1903 unter dem Titel The Professor and His Field Glass veröffentlicht.

## Handlung
Ein älterer Herr schaut mit seinem Fernrohr auf die Beine einer jungen Frau. Dieser Blick bleibt nicht unentdeckt und der ältere Herr bekommt von einem jungen Kavalier eine Ohrfeige.

## Hintergrundinformationen
Der Film ist einer der ersten, die sich mit den Folgen von Voyeurismus beschäftigten und dem Zuschauer eine gewisse Moral vermittelten.
Der Film ist mit den gleichen Kameratricks ausgestattet wie Grandma’s Reading Glass aus dem gleichen Jahr. Über die Premiere des Films in Großbritannien ist nichts bekannt. Der Film wurde in Frankreich unter dem Titel L’astronome indiscret veröffentlicht.